# سوزان جلاسبيل
سوزان كيتينغ جلاسبيل (بالإنجليزية: Susan Glaspell)‏ (1 يوليو 1876 - 28 يوليو 1948) كاتبة مسرحية وروائية وصحفية وممثلة أمريكية. أسست مع زوجها جورج كرام كوك مجموعة فناني بروفينستاون، التي تعد أول شركة مسرح أمريكية معاصرة. 
اشتهرت جلاسبيل بالبداية بقصصها القصيرة (نُشر منها خمسين قصة)، وعرفت أيضًا بكتابتها لتسع روايات، وخمس عشرة مسرحية، وسيرة. كثيرًا ما تموضعت قصصها في موطنها الأصلي وسط غرب الولايات المتحدة، وتبحث قصصها شبه السيرة الذاتية هذه عادةً في القضايا الاجتماعية المعاصرة، مثل الجنس والأخلاقيات والمعارضة، في حين تبرز فيها الشخصيات العميقة والعاطفية التي تتخذ مواقف مبدئيةً. حصلت على جائزة بوليتزر عن فئة الدراما عن مسرحيتها أليسون هاوس في عام 1930. 
عادت جلاسبيل برفقة أطفالها إلى الولايات المتحدة بعد وفاة زوجها في اليونان. عملت خلال أزمة الكساد الكبير في شيكاغو في إدارة الأشغال العامة، حيث كانت مديرة لمكتب وسط غرب الولايات المتحدة لمشروع المسرح الفيدرالي. كانت جلاسبيل صاحبة أكثر الكتب مبيعًا في عصرها، لكن بعد وفاتها جذبت اهتمامًا أقل، وخرجت كتبها من الطباعة. اشتهرت أيضًا باكتشافها للكاتب المسرحي أوجين أونيل.
منذ أواخر القرن العشرين، أدى التقييم الناقد لمساهمات النساء إلى تجديد الاهتمام بحياتها المهنية وإحياء سمعتها. في أوائل القرن الحادي والعشرين عُرفت جلاسبيل بأنها كاتبة نسوية رائدة وأول كاتبة مسرحية حديثة مهمة في أمريكا. كثيرًا ما يشار إلى مسرحيتها «تفاهات» (1916) كأحد أعظم الأعمال المسرحية الأمريكية. وفقًا لما ذكره الناقد المسرحي البريطاني البارز، ميخائيل بيلينغتون، فإن جلاسبيل تبقى «السر الأفضل في الدراما الأمريكية». 

## سيرتها

### نشأتها وحياتها المهنية
ولدت سوزان جلاسبيل في آيوا عام 1876 لإلمير جلاسبيل، الذي كان مزارعًا للقش، وزوجته أليس كيتينغ، التي كانت معلمة في مدرسة حكومية. كان لديها شقيق أكبر سنًا، رايموند، وشقيق أصغر، فرانك. نشأت في منزل ريفي يقع تحت جرف نهر المسيسيبي بقليل على طول الحافة الغربية من دافنبورت، آيوا. كان جدها لأبيها جيمس جلاسبيل قد اشترى هذا المنزل من الحكومة الفيدرالية عقب صفقة بلاك هوك. تربت تربية محافظة إلى حد ما، وعُرفت «سوزي» بأنها «طفلة أكبر من عمرها» وكانت كثيرًا ما تنقذ الحيوانات الضالة. مع تحول مزرعة العائلة تدريجيًا إلى بيئة سكنية، تشكلت نظرة جلاسبيل إلى العالم بفعل حكايات جدتها الرائدة، التي أخبرتها أيضًا عن زيارات الهنود المنتظمة إلى المزرعة في السنوات التي سبقت قيام ولاية آيوا. نشأت جلاسبيل قبالة النهر المرتبط بشكل مباشر بقرية أجداد بلاك هوك، وتأثرت بالسيرة الذاتية للزعيم سوك، الذي كتب أنه ينبغي على الأمريكيين أن يكونوا وريثين جديرين بالأرض. أثناء ذعر عام 1893، باع والدها المزرعة، وانتقلت العائلة إلى دافنبورت. 
كانت جلاسبيل طالبة بارعة في المدارس الحكومية في المدينة، حيث أخذت دورة دراسية متقدمة وألقت خطاب البدء في حفل تخرجها في عام 1894. حصلت في سن الثامنة عشرة على راتب منتظم عن عملها كصحفية في صحيفة محلية. بعمر العشرين، كتبت عمودًا أسبوعيًا عن «المجتمع» هجت فيه أرستقراطيي دافنبورت. 
التحقت جلاسبيل بعمر الحادية والعشرين بجامعة دريك، مناهضةً بذلك للمعتقد المحلي بأن الكلية تجعل النساء غير صالحات للزواج. كانت رائدة في الفلسفة وتفوقت في مسابقات المناظرة التي يهيمن عليها الذكور، وفازت بالحق في تمثيل جامعة دريك في بطولة الدولة للمناظرات في عامها الدراسي الأخير. ذكرت جلاسيبل في مقالة نشرت في صحيفة دي موين ديلي نيوز أنها «قائدة الحياة الاجتماعية والفكرية في الجامعة». 
في اليوم التالي لتخرجها، بدأت جلاسبيل العمل بدوام كامل في صحيفة دي موين كمراسلة، وهي وظيفة نادرة لامرأة، خاصةً أنها كُلفت بتغطية المجلس التشريعي للولاية وقضايا القتل. استقالت جلاسبيل فجأة في الرابعة والعشرين من عمرها، بعد تغطيتها لقضية إدانة امرأة متهمة بقتل زوجها الفاسد.

عادت جلاسبيل إلى دافنبورت لتركز على كتابة الخيال.  على عكس الكثيرين من الكتاب الجدد، حصلت قصصها على القبول بسرعة ونشرت في أكثر الدوريات قراءة وانتشارًا، بما في ذلك دوريات هاربر،  ومونسي، وجريدة منزل السيدات، وومنز هوم كومبانيون. كان عصرًا ذهبيًا من القصص القصيرة بالنسبة لها. استخدمت جائزة نقدية ضخمة من مجلة قصص قصيرة (ذا بلاك كات) لتمويل انتقالها إلى شيكاغو، حيث كتبت روايتها الأولى، مجد الغزاة، التي نشرت في عام 1909. حققت الرواية أفضل المبيعات حينها، وصرحت صحيفة نيويورك تايمز:
«ما لم تكن سوزان جلاسبيل اسمًا مستعارًا يغطي اسم أحد المؤلفين المعروفين بالفعل -وتتمتع الرواية بصفات خارجة عن المألوف في الخيال الأمريكي وفردية للغاية لدرجة أنها تبدو أمرًا مستبعدًا- تُقدم رواية مجد الغزاة مؤلفًا جديدًا للهدايا الجميلة والبارزة». 
نشرت جلاسبيل روايتها الثانية، الرؤية، في عام 1911. قالت صحيفة نيويورك تايمز عن الرواية: «إنها تثبت قدرة الآنسة جلاسبيل على البقاء، وتظهر امتلاكها لقدرات جعلتها تتصدر صفوف الرواة الأمريكيين». نشرت روايتها الثالثة، الإخلاص، في عام 1915. وصفت صحيفة نيويورك تايمز الرواية بأنها «مساهمة كبيرة وحقيقية في الروايات الأمريكية». 

### المسرح
انضمت جلاسبيل أثناء وجودها في دافنبورت إلى كتّاب محليين آخرين لتشكيل مجموعة دافنبورت. كان من بينهم جورج كرام كوك، الذي كان يدرس الأدب الإنجليزي في جامعة آيوا. كان كوك من عائلة ثرية ومزارعًا نبيلًا أيضًا. وقعت جلاسبيل في حبه رغم أنه كان في زواجه الثاني المضطرب. طلق كوك زوجته وتزوج من جلاسبيل في عام 1913.
انتقلت جلاسبيل وكوك إلى قرية غرينيتش في مدينة نيويورك، للتهرب من ثرثرة دافنبورت المستنكرة والسعي إلى عالم فني أكبر. أصبحا هناك مشاركين رئيسيين في أول حركة فنية رائدة في أمريكا، ورافقا العديد من أشهر الإصلاحيين والناشطين الاجتماعيين المعروفين في ذلك العصر، بما فيهم أبتون سنكلير، وإيما جولدمان، وجون ريد. أصبحت جلاسبيل عضوًا بارزًا في مجموعة هيترودوكسي، وهي مجموعة مناظرة نسائية مبكرة تتألف من الصليبيات الرائدات في مجال حقوق المرأة. خضعت جلاسبيل لعملية جراحية لإزالة ورم ليفي رحمي بعد تعرضها لسلسلة من عمليات الإجهاض.
ذهبت جلاسبيل وكوك برفقة العديد من الفنانين الآخرين إلى بروفينستاون، ماساشوسيتس، إلى كيب كود في صيف عام 1915 حيث استأجرا كوخًا هناك. على الرغم من ضعفها بسبب العملية الجراحية، لكنها عملت مع كوك وأصدقائهما لبدء شركة مسرح تجريبية «الجماعي المبدع». قدموا أول مسرحياتهم في رصيف مجدد لصيد السمك، رتبه للعرض عضو آخر في مجموعتهم. تخصص عملهم لاحقًا فيما بات يعرف بمسرح بروفينستاون لتأليف وإنتاج المسرحيات الفنية التي تعكس القضايا الأمريكية المعاصرة. رفض الممثلون الدراما التجارية والانهزامية المنتجة في مسرح برودواي.
رغم النجاحات التي حققتها كتابات جلاسبيل الخيالية سابقًا، لكن أكثر ما ذُكر عنها هو مسرحياتها الاثنتي عشرة الرائدة التي قدمتها إلى الشركة على مدى السنوات السبع القادمة. استندت في أول مسرحية لها «تفاهات» (1916)، إلى محاكمة جنائية غطّتها حين كانت مراسلة شابة في صحيفة دي موين. تعد مسرحيتها اليوم تحفة نسوية مبكرة، إذ حققت نجاحًا فوريًا، وجذبت الجماهير بآرائها الجريئة عن العدالة والأخلاق. منذ ذلك الحين أصبحت واحدة من أكثر الأعمال الموزعة في تاريخ المسرح الأمريكي. في عام 1921 أنجزت جلاسبيل مسرحية الورثة، التي ربما عُدّت أول دراما تاريخية حديثة في أمريكا، بعد ثلاثة أجيال من المسرحيات الرائدة. في نفس العام، أنجزت أيضًا مسرحية الحافة، التي تعد أحد أقدم الأعمال الأمريكية للفن التعبيري.

## وصلات خارجية
- سوزان جلاسبيل على موقع IMDb (الإنجليزية)
- سوزان جلاسبيل على موقع الموسوعة البريطانية (الإنجليزية)
- سوزان جلاسبيل على موقع قاعدة بيانات برودواي على الإنترنت (الإنجليزية)
- سوزان جلاسبيل على موقع إن إن دي بي (الإنجليزية)
- سوزان جلاسبيل على موقع ديسكوغز (الإنجليزية)
- سوزان جلاسبيل على موقع قاعدة بيانات الفيلم (الإنجليزية)